# Jüdische Gemeinde Neustadt an der Waldnaab
Die Jüdische Gemeinde Neustadt an der Waldnaab bestand in Neustadt an der Waldnaab vom 14. Jahrhundert bis 1684.

## Geschichte

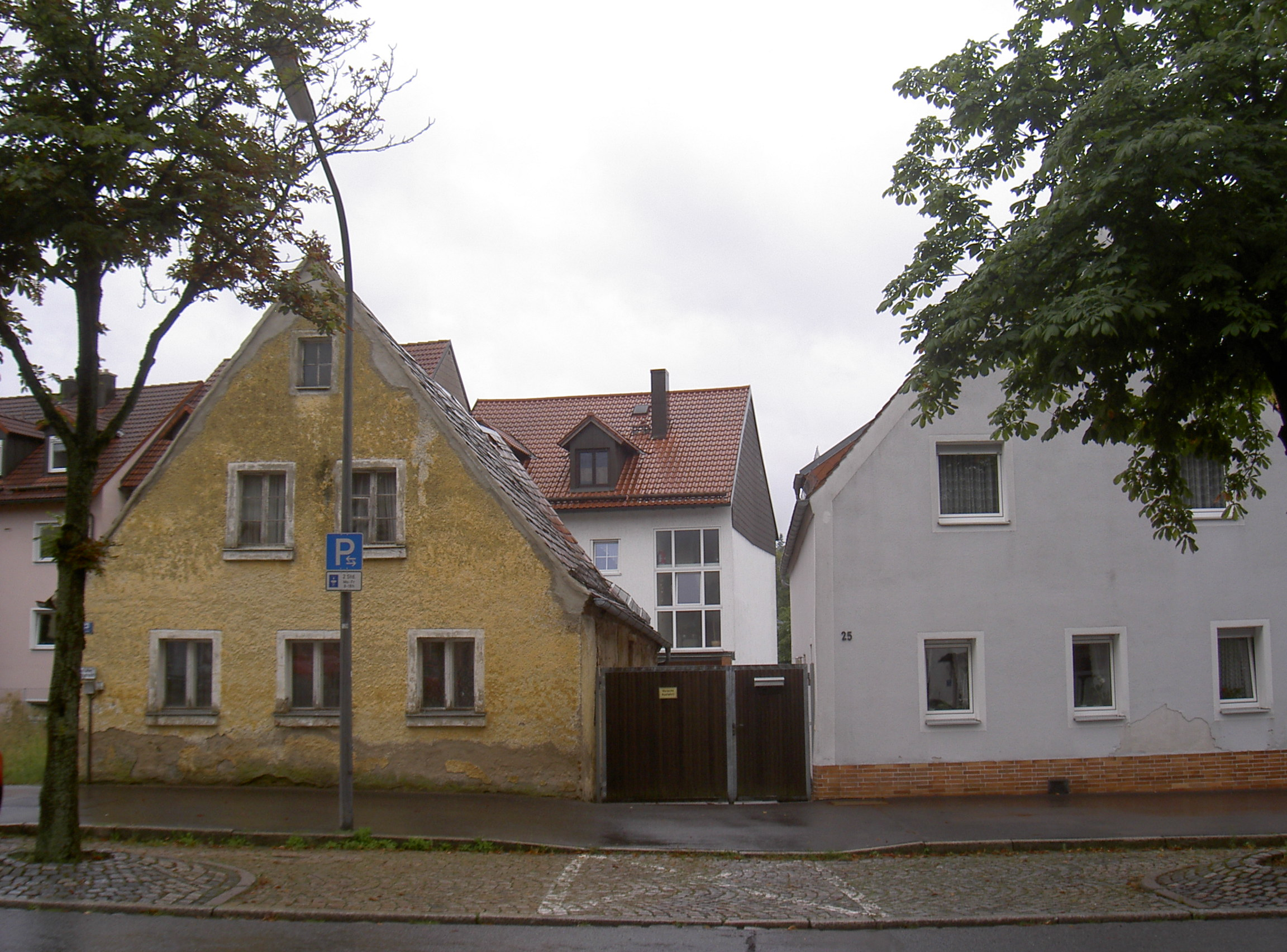
Das kleine gelbe Haus, Freyung 23, (oder Freyung 14) diente als Jeschiwa. Im Keller des hellblauen Hauses rechts daneben, Freyung 25, befindet sich eine Mikwe.

### Anfänge bis 16. Jahrhundert
Im Jahr 1358 gründete Kaiser Karl IV. in Neustadt an der Waldnaab den Stadtteil Freyung (Freihung).
Mit diesem Stadtteil wollte der Kaiser Handel und Handwerk in Neustadt fördern.
Allen Handwerkern und Handelsleuten, die sich hier ansiedelten, garantierte er für 10 Jahre Freiheit von allen Abgaben.
Seine Pfleger wies er an, diesen Handwerkern und Händlern vollen Geleitschutz zum Transport der Waren von und nach Neustadt zu gewähren.
Für die Juden, die sich vielfach als Händler betätigten, war dies ein Anlass, sich in diesem neuen Stadtteil niederzulassen.
In einer Urkunde vom 6. August 1392 wurden erstmals Juden in Neustadt erwähnt.
Es handelt sich um die Juden Sachs und Michel, die dem Landgrafen Johann I. von Leuchtenberg 60 ungarische Gulden zu einem Zins von 1 Gulden wöchentlich leihen.
Am 20. Juni 1400 borgte sich derselbe Landgraf 190 ungarische Gulden bei den Juden Feisel und Nasse, beide ebenfalls in Neustadt wohnhaft.
Im Jahr 1514 wohnte ein Jude in Neustadt, im Jahr 1548 waren es 13 Juden.
Es bildete sich ein jüdisches Viertel zwischen der Freyung und dem Judengraben.
In der Freyung besaßen 1552 die Juden 8 Häuser.
Es wurde angeordnet, dass die Juden nicht in der Innenstadt, sondern nur in der Freyung wohnen durften.
Weiter war den Juden bei Strafe der Ausweisung verboten Bier zu brauen, Feldbau, Viehzucht, Salz- und Kornhandel zu treiben.
Es war den Juden erlaubt Krämerei, Handel mit Tüchern, Leinwand, Seide, Gold, Silber, Perlen, Büchsen, Pulver, Gewürzen.
Viehhandel durften sie nur außerhalb der Herrschaftsgrenzen treiben.
Jeder Handel über 8 Gulden brauchte eine Erlaubnis der Herrschaft.
Pro jüdischer Familie wurde ein jährlicher Zins von 5 bis 12 Gulden erhoben plus einer gemästeten Gans, oder statt der Gans 45 Kreuzer.
Die Juden waren ebenso wie die anderen Freyunger verpflichtet Spann- und Frondienste für die Herrschaft zu leisten.
D.h. sie mussten für die Herrschaft Malz und Korn in die Mühle fahren, Bier und Kovent (= Dünnbier) ins Schloss fahren, Getreide und Heu in die fürstlichen Scheunen fahren, Korn dreschen, im Schloss die Räume kehren, Hopfen zupfen und auch sonst jede Arbeit machen, die ihnen von der Herrschaft aufgetragen wurde.
Sie hatten dafür aber auch den Schutz der Herrschaft, wie die anderen Untertanen.
Handwerk und Handel erlebten in Neustadt mit der Ansiedlung der Juden einen Aufschwung.
Es entstanden Weber- und Tuchmacher-Zünfte, da durch die Juden der Absatz der hergestellten Waren gefördert wurde.
Namentlich genannt aus dieser Zeit werden:
- 1558 ein Jude Lazarus Moschl und die Abrahamin, Moschls Mutter, denen verboten wurde ohne Genehmigung des Stattrates Geld zu verleihen. Anlass waren die Schulden, die der Tuchmacher Jörgen Löbl bei ihnen hatte.
- 1578 ein Jude Leb, der Glaser, also Handwerker war.[8]

1519 wurde auf Betreiben des antisemitischen Dompredigers Balthasar Hubmaier die jüdische Gemeinde in Regensburg aufgelöst und die Juden wurden aus Regensburg vertrieben.
Einige Familien kamen nach Neustadt an der Waldnaab.
1567, zur Zeit der Gegenreformation und dem wieder erstarkenden Katholizismus wurden die Juden aus Landshut vertrieben.
Einige jüdische Familien aus Landshut ließen sich in Neustadt nieder und die Anzahl der jüdischen Familien in Neustadt wuchs auf 20.
Neustadt war zu dieser Zeit vorwiegend protestantisch und tolerierte die Juden.
Da die jüdische Gemeinde in Neustadt nur klein war, hatte sie nur einen Vizerabbiner und wurde vom Oberrabinat Schnaittach betreut.

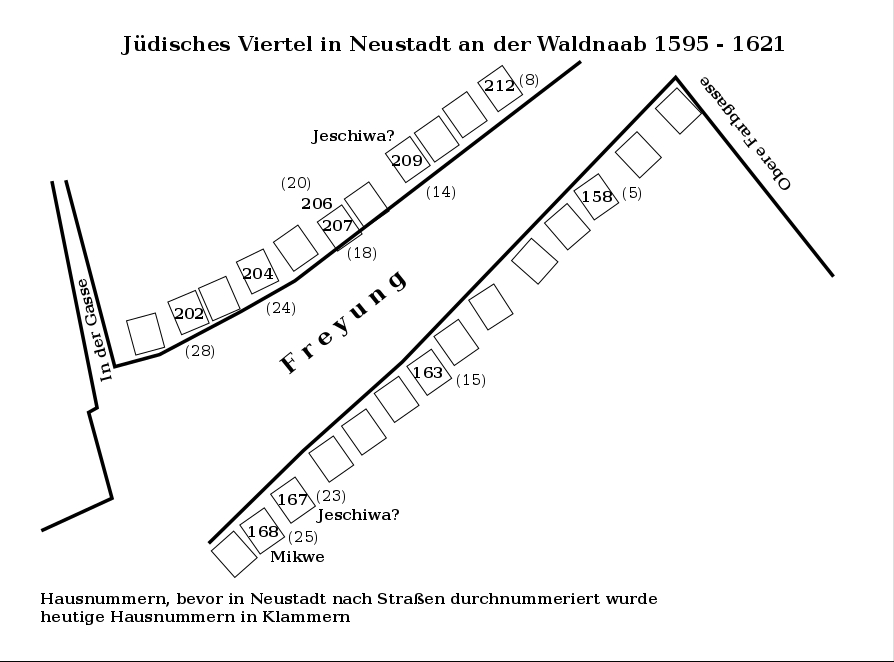
1595 von Juden bewohnte Häuser in Neustadt an der Waldnaab

#### Jüdische Einwohner in Neustadt im Jahr 1595

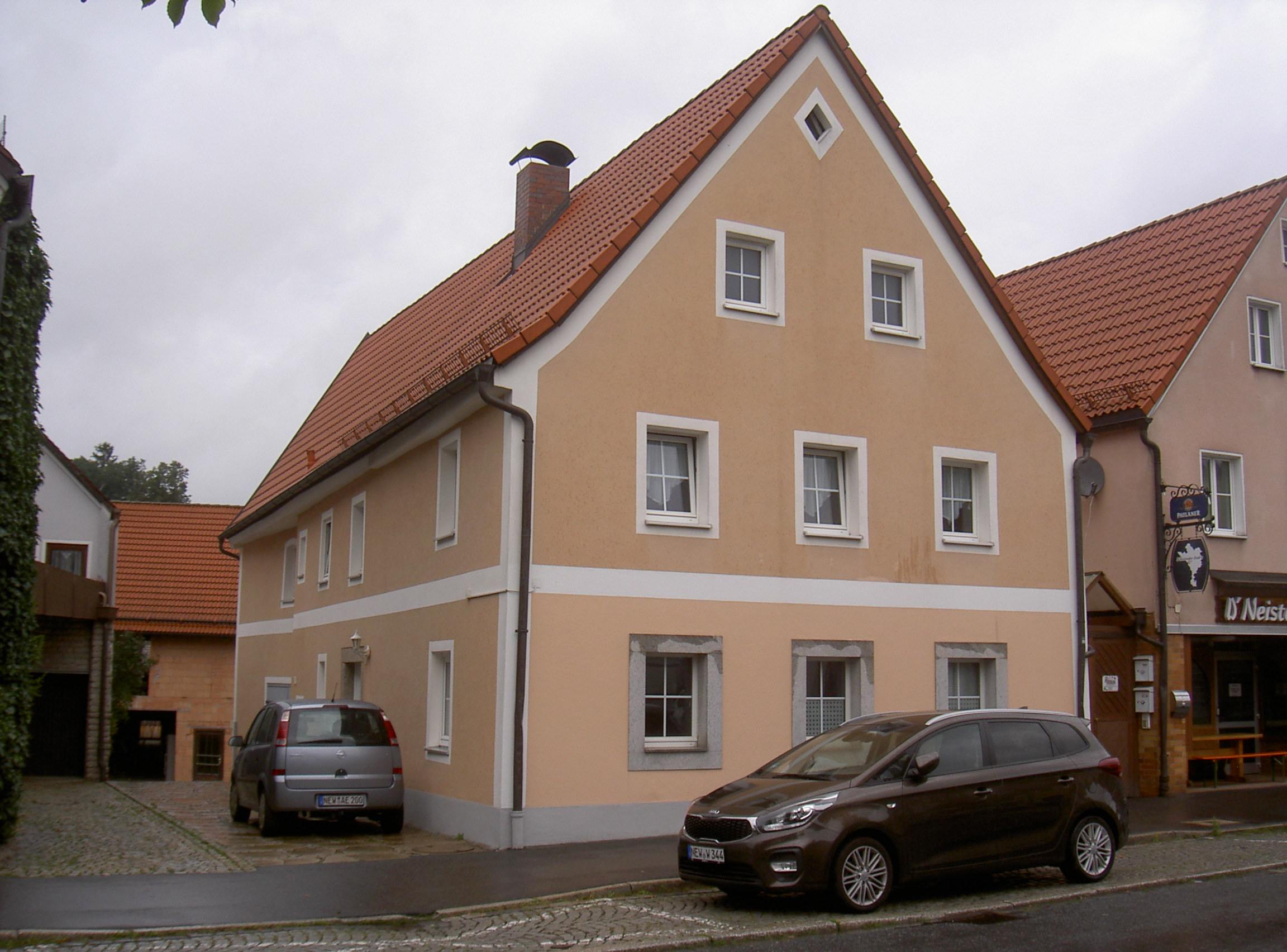
Freyung 14, ehemalige Jeschiwa (oder Freyung 23)

| Familienoberhaupt | Alter | Anzahl Frau und Kinder  | alte Hausnummer | heute: Freyung Nr. |
| ----------------- | ----- | ----------------------- | --------------- | ------------------ |
| Joel              | 60    | 7                       | 204             | 24                 |
| Isak              | 50    | 5 (und 2 Kostgeher)     | 202             | 28                 |
| Jakob             | 43    | 5 (und 1 Magd)          | 158             | 5                  |
| Maier             | 55    | 7                       | 163             | 15                 |
| Samuel            | 35    | 4 (und Mutter und Magd) | 168 (Mikwe)     | 25                 |
| Feifaß Simon      | 50    | 6                       | 206             | 20                 |
| Moses             | 39    | 6                       | 209             | 14                 |
| Lazarus           | 28    | 3 (und Magd)            | 212             | 8                  |
| David             | 27    | 4                       | 207             | 18                 |
| Feifaß Moses      | k. A. | k. A.                   | k. A.           | k. A.              |
| Maier Jakob       | k. A. | k. A.                   | k. A.           | k. A.              |

### 17. Jahrhundert bis 19. Jahrhundert
Meir Eisenstadt schreibt, dass 1621 in Neustadt eine bedeutende Hochschule zur Ausbildung von Rabbinern bestand.
Im heute noch vorhandenen Haus Freyung 25 wurden eine Mikwe eingerichtet.
Die Mikwe im Keller des Hauses Freyung 25 ist erhalten.
Eine Talmudschule befand sich im Haus Freyung 14 oder im Haus Freyung 23.
In der Talmudschule lehrten angesehene Schriftgelehrte, die Kontakte bis nach Venedig hatten.
Zu diesen Schriftgelehrten gehörten die Brüder Isak ben Mose und Joel Aschkenasi Katzenellenbogen.
Joel Aschkenasi ehelichte die Tochter des berühmten Oberrabbiners von Venedig Katzenellenbogen, der zum jüdischen Gelehrtenadel gehörte.
Nach der Heirat hatte er dann – nicht ganz berechtigt und nicht unumstritten – den berühmten Namen Katzenellenbogen für sich und seine gesamte Verwandtschaft in Anspruch genommen.
Joel Aschkenasi lebte mit seiner Frau in Neustadt.
Einer ihrer Söhne, Mattithiah Liebermann, wurde Rabbiner von Schnaittach.
Einer ihrer Urenkel, Ezechiel Katzenellenbogen, wurde Oberrabbiner in Hamburg-Altona-Wandsbeck.
Leiter der Talmudschule war Isak ben Mose Katzenellenbogen, geboren 1543.
Dieser zog nach Schließung der Schule weiter nach Prag und veröffentlichte dort die Schrift „Modelet Jitzach“, eine Abhandlung zur Kalenderkunde.
Die Mansfeldischen Truppen plünderten 1621 die Häuser der Juden in Neustadt.
Die Talmudschule wurde geschlossen und einige Gemeindemitglieder zogen weg.
1673 übertrug Fürst Wenzel Eusebius von Lobkowicz seiner Gemahlin Pfalzgräfin Auguste Sophie von Pfalz-Sulzbach die Regierungsgewalt über Neustadt.
Die Pfalzgräfin war protestantisch und tolerant gesinnt, sowohl gegenüber den Katholiken als auch gegenüber den Juden.
Während ihrer Regierungszeit waren Juden in Neustadt gerne gesehen.
1674 wohnten in der Freyung 16 jüdische Familien.
Ihr Sohn, Fürst Ferdinand August von Lobkowicz (1655–1715), war streng katholisch und versuchte die Juden aus Neustadt zu entfernen.
Nach dem Tod seiner Mutter im Jahr 1682 gab es noch 9 jüdische Familien in Neustadt.
Fürst Ferdinand erhöhte die Steuern für die Juden, so dass sie diese nicht mehr zahlen konnten und ausgewiesen wurden.
Er löste 1684 die jüdische Gemeinde auf und vertrieb die verbliebenen 4 jüdischen Familien aus Neustadt.
Die Familien der Brüder Enoch und Hirsch Meier, Eisig und Nathan Feifas zogen nach Floß, wo ihnen von Pfalzgraf Christian August ein Schutzbrief ausgestellt wurde.
Sie gründeten dort die Jüdische Gemeinde Floß.
Die Einwohner von Neustadt machten auch nach der Vertreibung der Juden aus Neustadt weiter mit diesen Handels- und Geldgeschäfte.
Davon zeugt eine Neustädter Verordnung aus dem Jahr 1690 mit folgendem Wortlaut:
„Man soll sämtlichen Bürgern noch mal ernsthaft verbieten, dass sie mit den in der Nachbarschaft wohnenden Juden in eine Handelschaft, Verpfändung oder Versetzung ihrer Mobilien sich einlassen oder in Schulden stecken, wie denn die Untertanen, die einen Juden in den Dörfern sehen, solches bei der Obrigkeit anzeigen sollen.“
Als die Wallfahrten nach den Neustädter Wallfahrtsorten St. Quirin und St. Felix viele Münzen unterschiedlicher Währung einbrachten, die gewechselt werden musste, wurde mit dieser Aufgabe der Jude Joseph Eysig aus Floß beauftragt.
Im Jahr 1871 meldete der Jude Moses Isak Bloch einen Schnittwarengroßhandel ab, den er bis dahin im Haus Nr. 10 (Dallerhaus) betrieben hatte.
Im Neustädter Stadtmuseum wird eine Tafel aufbewahrt, auf der ein jüdischer Metzger Reklame macht in hebräischer Schrift mit deutschen Worten:
„Hier ist zu bekommen gute Worscht und ein guter Bratguller. Jospe, Sohn des Josle Tachauer, Moses Figels, Hof, Lehrer, Hogel in Floß, Kugelhupffresser und ... (unleserlich)“.

## Jüdischer Friedhof
Auf der nordwestlichen Seite des Judengrabens lag der jüdische Friedhof.
Er wurde im Jahr 1621 urkundlich erwähnt. Heute (2017) befinden sich dort Gärten.
Anfang des 20. Jahrhunderts wurde dort bei Grabungsarbeiten menschliche Gebeine ausgegraben, was die Annahme über die Lage des ehemaligen jüdischen Friedhofes bestätigte.
Ein Grabstein mit hebräischer Inschrift aus dem Jahr 1648 befindet sich im Neustädter Stadtmuseum.
Es handelte sich um eine Frau Rösle, Tochter des kurz zuvor verstorbenen Nathan.

## Judenzoll
Die Juden, die von Floß nach Weiden fahren wollten, mussten durch Neustädter Herrschaftsgebiet.
Beim Grenzübertritt mussten sie einen extra für Juden eingeführten Judenzoll zahlen.
Für die mitgeführten Waren einen Betrag, der dem Gegenwert von einem Zentner Barchent oder einem Fass Krämerware oder einer Tonne Heringe entsprach.
Pro Person wurden pro Mann 14 Kreuzer, pro Frau 7 Kreuzer, pro Kind 3,5 Kreuzer Leibzoll erhoben.
Am 24. Oktober 1803 richtete die Judengemeinde von Floß ein Gesuch an den Fürsten Franz Joseph Maximilian von Lobkowitz, den Judenzoll abzuschaffen.
Dieser lehnte das Gesuch am 5. Januar 1804 ab.
Als der Fürst die Herrschaft Neustadt-Sternstein im Jahr 1806 an Bayern verkaufte, löste sich das Problem von selbst.

## Anzahl der jüdischen Einwohner in Neustadt
| Jahr | Personen | Familien | Namen |
| ---- | -------- | -------- | --- |
| 1548 | -        | 13       | |
| 1557 | -        | 18       | |
| 1559 | -        | 10       | Veit Jud, Mendel Sekhel, Juda Nathan, Mayer Jud, Hanna Jüdin, Mendel Moscha, Seckhel Aaron, Moscha Sechel, Mayer Enoch, Seckels Erben                                         |
| 1567 | -        | 20       | |
| 1582 | -        | 9        | Benedus Jud, Jakob Jud, Feyfaß Jud, Isaac Jud, Johl Jud, Aaron, Goldschmid Jud, Abraham Jud, Meihr Jud                                                                        |
| 1591 | -        | 13       | Aaron, Jüdin, Abraham, Jüdin, Lazarus Jud, Moises Jud, Feifaß Jud, Seckel Jud, Samuel Jud, Maier Jud, Jakob und sein Eidam Moschel, Isaak Jud, Joel Jud, Simon Jud, David Jud |
| 1595 | 64       | 11       | Joel, Isak, Jakob, Majer, Samuel, Feifaß Simon, Moses, Lazarus, David, Feifaß Moses, Maier Jakob                                                                              |
| 1637 | -        | 8        | |
| 1641 | -        | 8        | Michael Rendtl, Rendtl Seckhl, Nathan Judt, Eisackh Judens Kinder, Alt Jakob Seckhels Erben, Mendl Moschl, Seckhl Aaron, Moschl Seckhel                                       |
| 1660 | -        | 8        | |
| 1674 | -        | 16       | |
| 1680 | -        | 6        | |
| 1682 | -        | 9        | |
| 1684 | -        | 4        | |